# Chișineu-Criș

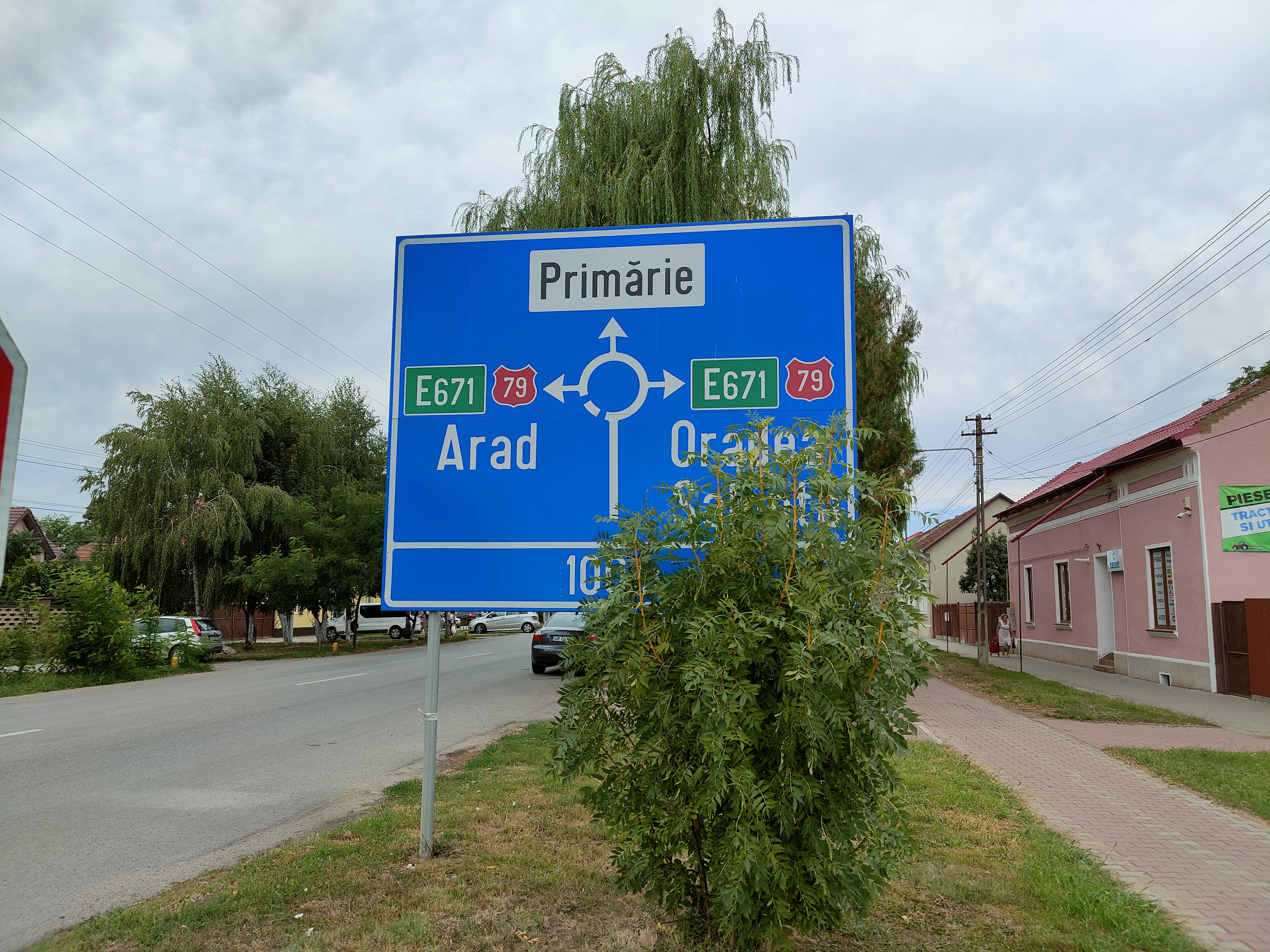
Ilustração.

Chișineu-Criș é uma cidade da Romênia com 8.724 habitantes, localizada no distrito de Arad.